# Campeonato de Wimbledon 1909
La edición 33.ª del Campeonato de Wimbledon se celebró entre el 21 de junio y el 3 de julio de 1909 en las pistas del All England Lawn Tennis and Croquet Club de Wimbledon, Londres, Inglaterra.
El cuadro individual masculino lo iniciaron 85 jugadores mientras que el femenino lo iniciaron 36 tenistas.

## Hechos destacados
En la competición individual masculina se impuso el británico Arthur Gore logrando el tercer título que obtendría en el torneo al imponerse en la final al británico Josiah Ritchie.
En la competición individual femenina la victoria fue para la británica Dora Boothby logrando el único título que obtendría en Wimbledon al imponerse a la británica Agnes Morton.

## Palmarés
| Seniors              | Vencedor                          | Resultado               | Finalista                  | Finalista |
| -------------------- | --------------------------------- | ----------------------- | -------------------------- | --------- |
| Individual masculino | Arthur Gore                       | 6–8, 1–6, 6–2, 6–2, 6–2 | Josiah Ritchie             |           |
| Individual femenino  | Dora Boothby                      | 6–4, 4–6, 8–6           | Agnes Morton               |           |
| Dobles masculino     | Arthur Gore Herbert Roper Barrett | 6–2, 6–1, 6–4           | Stanley Doust Harry Parker |           |

## Cuadros Finales

### Torneo individual femenino
| Predecesor: 1908                           | Campeonato de Wimbledon 1909 | Sucesor: 1910                                       |
| Predecesor: Campeonato de Australasia 1909 | Grand Slam 1909              | Sucesor: Campeonato nacional de Estados Unidos 1909 |

- Datos: Q2120599